# Paranautical Activity
Paranautical Activity é um videogame de tiro em primeira pessoa desenvolvido pelo estúdio indie americano Code Avarice e, posteriormente, pela Digerati. Foi lançado para Microsoft Windows em uma forma beta em fevereiro de 2013 e, após concluir o programa Early Access no Steam, foi totalmente lançado em 20 de outubro de 2014.
O jogo teve problemas com o serviço Steam da Valve. A Valve inicialmente se recusou a permiti-lo em seu sistema Greenlight enquanto o desenvolvedor estava conversando com outra editora e depois o retirou do Steam depois que seu principal desenvolvedor, Mike Maulbeck, ameaçou o CEO da Valve, Gabe Newell, nas mídias sociais. O desenvolvimento do jogo foi transferido para um novo estúdio, Digerati, e relançado no Steam sob uma versão "Deluxe Atonement" que incluiu novo conteúdo.

## Jogabilidade
Paranautical Activity é um jogo de tiro em primeira pessoa que usa geração procedural de masmorras e morte permanente, características comuns em roguelikes. Os vários níveis do jogo são baseados em uma estrutura de salas semelhante às masmorras de The Binding of Isaac, que incluem geração aleatória de inimigos, salas de mini-chefes que dão itens, lojas e salas de tesouros onde os jogadores podem comprar saúde, armaduras e armas melhores. Monstros mortos dropam saúde e dinheiro no jogo para serem usados nas lojas. Cada nível apresenta uma batalha de chefe que deve ser travada antes que o jogador possa passar para o próximo nível.

## Publicação
Paranautical Activity foi lançada em um formulário beta disponível publicamente em fevereiro de 2013.
Em agosto de 2012, Code Avarice havia enviado o jogo para o serviço Greenlight do Steam – um meio de permitir que os usuários do Steam votassem nos jogos que gostariam de ver na plataforma. Enquanto o jogo estava na fase Greenlight, Code Avarice e Adult Swim Games abriram discussões para que o Adult Swim publicasse o jogo no Steam. Quando o Adult Swim começou a trabalhar para configurar a publicação do jogo no Steam, a Valve viu um conflito com a página Greenlight preexistente; Doug Lombardi, da Valve, afirmou que não queria enviar uma mensagem de que os desenvolvedores poderiam ignorar o processo Greenlight encontrando uma editora para o jogo com quem dividiriam a receita. Mike Maulbeck, da Code Avarice, não estava ciente de que a página Greenlight seria um conflito, tendo a impressão de que todos teriam que passar pelo Greenlight, e uma vez que a Valve tomou sua decisão, os desenvolvedores decidiram que não poderiam trabalhar facilmente com o Adult Swim para completar o título, fora das ofertas dos editores para financiar viagens a feiras e convenções. A Code Avarice mais tarde executaria uma campanha bem-sucedida no Kickstarter em agosto de 2013 para completar o jogo, obtendo US$ 12.000 dos US$ 10.000 solicitados e financiando sua publicação por conta própria através do Steam. Logo após o Kickstarter, o jogo ficou disponível no Steam por meio de seu programa Early Access.
Outro problema com o Steam ocorreu após a conclusão do jogo, tirando-o do programa Early Access para um lançamento completo em outubro de 2014. Embora os desenvolvedores tenham definido o lançamento completo do jogo, a página da loja Steam ainda indicava que o jogo estava em Acesso Antecipado. Maulbeck, frustrado com esse erro de rotulagem, soltou uma série de reclamações nas mídias sociais contra o Steam e a Valve, incluindo uma suposta ameaça de morte a Gabe Newell, da Valve. Embora Maulbeck tenha dito mais tarde que a mensagem não deveria ser levada a sério, a Valve retirou o jogo da loja Steam, dizendo que havia cessado as discussões com o Code Avarice como resultado da ameaça. Não conseguindo fazer as pazes com a Valve, Maulbeck optou por vender sua parte do Code Avarice para seu co-desenvolvedor Travis Pfenning, a fim de se separar na esperança de que a Valve permitisse o jogo no Steam. Maulbeck mais tarde reconsiderou essa decisão e voltou ao Code Avarice.
Code Avarice vendeu os direitos para um novo desenvolvedor, Digerati, separando completamente os desenvolvedores originais do jogo. Digerati trabalhou com Valve e Code Avarice para restaurar o jogo para o Steam em 12 de fevereiro de 2015, sob uma nova "Deluxe Atonement Edition", adicionando alguns novos conteúdos ao lado do relançamento.